# Епархија аустријска
Епархија аустријска (њем. Diözese von Österreich) је епархија Српске православне цркве. Администратор епархије је митрополит бачки Иринеј.
Настала је поделом бивше Епархије аустријско-швајцарске 2024. године.